# Hanford (California)
Hanford, fundada en 1891, es una ciudad y sede del condado de Kings en el estado estadounidense de California. En el año 2010 tenía una población de 53,266 habitantes y una densidad poblacional de 1,229.7 personas por km². Punto de acopio para desechos radiactivos. 

## Geografía
Hanford se encuentra ubicada en las coordenadas 36°19′39″N 119°38′44″O / 36.32750, -119.64556. Según la Oficina del Censo, la ciudad tiene un área total de 33,9 km² (13,1 mi²), de la cual 33,9 km² (13,1 mi²) es tierra y 0 km² (0 mi²) (0%) es agua.

## Demografía
Según la Oficina del Censo en 2000 los ingresos medios por hogar en la localidad eran de $37,582, y los ingresos medios por familia eran $41,395. Los hombres tenían unos ingresos medios de $37,120 frente a los $25,971 para las mujeres. La renta per cápita para la localidad era de $17,504. Alrededor del 17.3% de la población estaban por debajo del umbral de pobreza.